# Säbyholms Järnväg
Säbyholms Järnväg (SbhJ)  var en 1435 mm 2,4 kilometer normalspårig järnväg från Säby station vid Landskrona-Ängelholms Järnväg (LEJ) till Skånska sockerfabriksaktiebolagets sockerbruk vid Säbyholm. Banan byggdes av sockerfabriken som en industribana enbart för godstransport och öppnades den 15 december 1883 för enskild godstrafik med allmän godstrafik följande år.  Den bokförda byggnadskostnaden var 230 000 kronor och fordonskostnaden 112 000 kronor vid slutet av 1916.
Säbyholms järnväg ägde godsvagnar för betestransporterna och ånglok från bland annat Nydqvist & Holm AB. Ångloken kompletterades eller ersattes med bensin- och dieseldrivna lokomotorer bland annat från Orenstein & Koppel i början av 1920-talet  och Z4 från Kockums Mekaniska Verkstad i början av 1950-talet.
Statens Järnvägar (SJ) begärde 1960 att få lägga ner bana mellan Landskrona och Billesholm som staten hade köpt av LEJ. SJ fick tillstånd att upphöra med all trafik från den 25 maj 1960 vilket innebar att trafiken på Säbyholms järnväg också måste upphöra. Svenska Sockerfabriks AB (SAA) förhandlade med SJ om fortsatt vagnstrafik till sockerfabriken. Ett samtrafiksavtal träffades och SJ skulle stå för dragkraft och banunderhåll. Banan blev tillsammans med spåret för LEJ från Säby till Landskrona ett stickspår till Landskrona station. SAA flyttade efter betessäsongen 1961 beteshanteringen till andra fabriker och nästan alla transporter till Säbyholm försvann. Underhållet av spåret blev eftersatt och 1969 anhöll SJ om att få upphöra med trafiken och riva spåret. Det beviljades med verkan den 22 maj 1971 (23 maj 1970?) men spåret hade redan rivits 1970.
Sockerbruket hade spåranslutning till hamnen i Borstahusen med en smalspårig 820 mm industribana för betestransport. Banan byggdes 1894 och användes till slutet på 1930-talet men revs inte förrän på 1960-talet. Vagnarna var till en början hästdragna men i början av 1920-talet anskaffades en lokomotor.
Den nedlagda banvallen korsas av den 2001 nybyggda sträckningen av Västkustbanan mellan Landskrona och Helsingborg. Vid före detta Säby station finns det spår av järnvägen och närmare Säbyholm går en mindre väg på banvallen.